# Didiscus pseudodidiscoides
Didiscus pseudodidiscoides är en svampdjursart som först beskrevs av Corriero, Scalera-Liaci och Pronzato 1996.  Didiscus pseudodidiscoides ingår i släktet Didiscus och familjen Heteroxyidae. Inga underarter finns listade i Catalogue of Life.